# John Dalzell

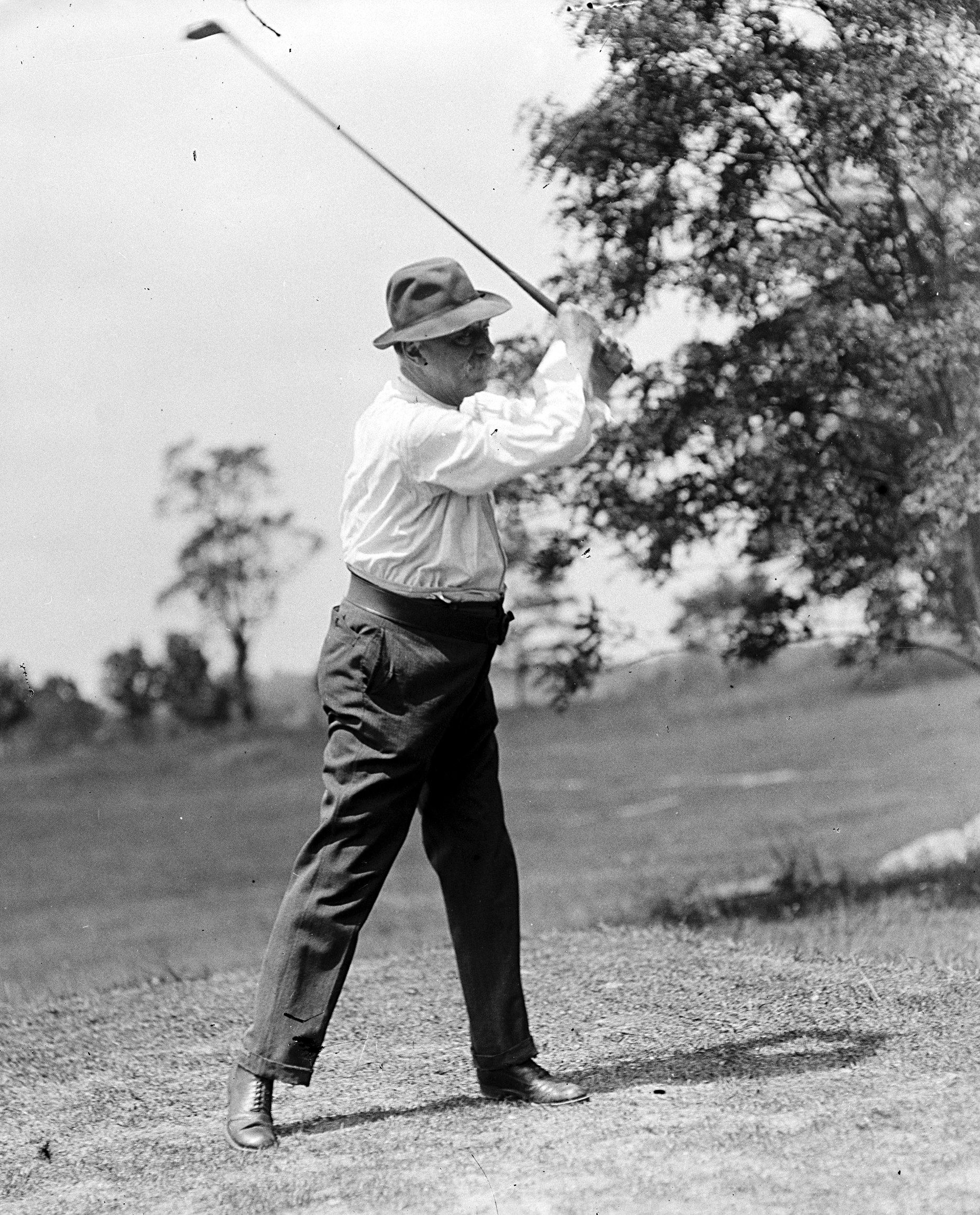
John Dalzell (1911)

John Dalzell (* 19. April 1845 in New York City; † 2. Oktober 1927 in Altadena, Kalifornien) war ein US-amerikanischer Politiker. Zwischen 1887 und 1913 vertrat er den Bundesstaat Pennsylvania im US-Repräsentantenhaus.

## Leben
1847 zog John Dalzell mit seinen Eltern nach Pittsburgh in Pennsylvania, wo er die öffentlichen Schulen besuchte. Danach studierte er an der dortigen Western University of Pennsylvania. Im Jahr 1865 absolvierte er das Yale College. Nach einem anschließenden Jurastudium und seiner 1867 erfolgten Zulassung als Rechtsanwalt begann er in Pittsburgh in diesem Beruf zu arbeiten. Gleichzeitig schlug er als Mitglied der Republikanischen Partei eine politische Laufbahn ein.
Bei den Kongresswahlen des Jahres 1886 wurde Dalzell im 22. Wahlbezirk von Pennsylvania in das US-Repräsentantenhaus in Washington, D.C. gewählt, wo er am 4. März 1887 die Nachfolge von James Scott Negley antrat. Nach zwölf Wiederwahlen konnte er bis zum 3. März 1913 insgesamt 13 Legislaturperioden im Kongress absolvieren. Seit 1903 vertrat er dort als Nachfolger von Robert H. Foerderer den 30. Distrikt seines Staates. Von 1889 bis 1891 war er Vorsitzender des Committee on Pacific Railroads; von 1909 bis 1911 leitete er den Geschäftsordnungsausschuss. Außerdem war er zeitweise Mitglied im Committee on Ways and Means. In den Jahren 1898 und 1900 kandidierte er jeweils erfolglos für den US-Senat. 1902 bewarb er sich erfolglos um das Amt des Speaker im Repräsentantenhaus. In seine Zeit als Kongressabgeordneter fiel auch der Spanisch-Amerikanische Krieg von 1898. 1912 wurde er von seiner Partei nicht mehr zur Wiederwahl nominiert.
In den Jahren 1904 und 1908 nahm Dalzell als Delegierter an den jeweiligen Republican National Conventions teil, auf denen Theodore Roosevelt und später William Howard Taft als Präsidentschaftskandidaten nominiert wurden. Von 1906 bis 1913, also noch während seiner Zeit als Abgeordneter, war er als Regent Vorstandsmitglied der Smithsonian Institution. Nach dem Ende seiner Zeit im US-Repräsentantenhaus zog sich John Dalzell in den Ruhestand zurück, den er in der Bundeshauptstadt Washington verbrachte. Er starb am 2. Oktober 1927 während eines Besuchs in Kalifornien und wurde in Pittsburgh beigesetzt. Mit seiner Frau Mary Louise, geborene Duff, hatte er fünf Kinder.